# Maesa carolinensis
Maesa carolinensis är en viveväxtart som beskrevs av Carl Christian Mez. Maesa carolinensis ingår i släktet Maesa och familjen viveväxter. Utöver nominatformen finns också underarten M. c. kusaiensis.